# Loutrós (ort i Grekland, Östra Makedonien och Thrakien)
Loutrós är en ort i Grekland.   Den ligger i prefekturen Nomós Évrou och regionen Östra Makedonien och Thrakien, i den nordöstra delen av landet, 400 km nordost om huvudstaden Aten. Loutrós ligger 31 meter över havet och antalet invånare är 985.
Terrängen runt Loutrós är platt åt sydost, men åt nordväst är den kuperad. Runt Loutrós är det glesbefolkat, med 19 invånare per kvadratkilometer. Närmaste större samhälle är Alexandroupolis, 14,7 km väster om Loutrós. Trakten runt Loutrós består till största delen av jordbruksmark.